# Doha Diamond League
Le Doha Diamond League (anciennement Qatar Athletic Super Grand Prix) est un meeting international d'athlétisme qui a lieu une fois par an au Qatar SC Stadium de Doha, au Qatar. Disputé pour la première fois en 1997, il figure depuis 2010 parmi les 14 meetings du circuit de la Ligue de diamant.

## Records du meeting

### Hommes
| Épreuve           | Record              | Athlète              | Nationalité | Date        | Réf.   |
| ----------------- | ------------------- | -------------------- | ----------- | ----------- | ------ |
| 100 m             | 9 s 74 (+ 0,9 m/s)  | Justin Gatlin        | États-Unis  | 15 mai 2015 | [ 1 ]  |
| 200 m             | 19 s 67 (+ 1,7 m/s) | Kenneth Bednarek     | États-Unis  | 10 mai 2024 |        |
| 400 m             | 43 s 87             | Steven Gardiner      | États-Unis  | 4 mai 2018  | [ 2 ]  |
| 800 m             | 1 min 43 s 00       | David Rudisha        | Kenya       | 14 mai 2010 | [ 3 ]  |
| 1 500 m           | 3 min 29 s 18       | Asbel Kiprop         | Kenya       | 9 mai 2014  | [ 4 ]  |
| 3 000 m           | 7 min 26 s 18       | Lamecha Girma        | Éthiopie    | 5 mai 2023  | [ 5 ]  |
| 5 000 m           | 12 min 51 s 21      | Eliud Kipchoge       | Kenya       | 14 mai 2010 | [ 6 ]  |
| 110 m haies       | 12 s 95 (+2,0 m/s)  | David Oliver         | États-Unis  | 9 mai 2008  |        |
| 400 m haies       | 46 s 86             | Alison dos Santos    | Brésil      | 10 mai 2024 |        |
| 2 000 m steeple   | 5 min 14 s 53       | Saif Saaeed Shaheen  | Qatar       | 13 mai 2005 |        |
| 3 000 m steeple   | 7 min 56 s 58       | Paul Kipsiele Koech  | Kenya       | 11 mai 2012 | [ 7 ]  |
| Saut en hauteur   | 2,40 m              | Mutaz Essa Barshim   | Qatar       | 4 mai 2018  |        |
| Saut à la perche  | 6,02 m              | Armand Duplantis     | Suède       | 14 mai 2022 | [ 8 ]  |
| Saut en longueur  | 8,41 m              | James Beckford       | Jamaïque    | 13 mai 1999 |        |
| Triple saut       | 18,06 m(+ 0,8 m/s)  | Pedro Pablo Pichardo | Cuba        | 15 mai 2015 | [ 9 ]  |
| Lancer du poids   | 22,28 m             | Ryan Whiting         | États-Unis  | 10 mai 2013 | [ 10 ] |
| Lancer du disque  | 70,89 m             | Kristjan Čeh         | Slovénie    | 5 mai 2023  | [ 5 ]  |
| Lancer du marteau | 83,33 m             | Kōji Murofushi       | Japon       | 15 mai 2002 |        |
| Lancer du javelot | 93,90 m             | Thomas Röhler        | Allemagne   | 5 mai 2017  | [ 11 ] |

### Femmes
| Épreuve           | Record              | Athlète              | Nationalité      | Date                   | Réf.   |
| ----------------- | ------------------- | -------------------- | ---------------- | ---------------------- | ------ |
| 100 m             | 10 s 76             | Sha'Carri Richardson | États-Unis       | 5 mai 2023             | [ 5 ]  |
| 200 m             | 21 s 98 (+1,6 m/s)  | Allyson Felix        | États-Unis       | 15 mai 2015            |        |
| 200 m             | 21 s 98 (+1,3 m/s)  | Gabrielle Thomas     | États-Unis       | 13 mai 2022            |        |
| 400 m             | 49 s 83             | Allyson Felix        | États-Unis       | 9 mai 2008             |        |
| 400 m             | 49 s 83             | Salwa Eid Naser      | Bahreïn          | 16 mai 2025            |        |
| 800 m             | 1 min 54 s 98       | Caster Semenya       | Afrique du Sud   | 3 mai 2019             | [ 12 ] |
| 1 500 m           | 3 min 56 s 60       | Abeba Aregawi        | Suède            | 10 mai 2013            | [ 13 ] |
| 3 000 m           | 8 min 20 s 68       | Hellen Obiri         | Kenya            | 9 mai 2014             |        |
| 5 000 m           | 14 min 26 s 98      | Beatrice Chebet      | Kenya            | 10 mai 2024            |        |
| 100 m haies       | 12 s 35 (+ 0,9 m/s) | Jasmin Stowers       | États-Unis       | 15 mai 2015            | [ 14 ] |
| 400 m haies       | 53 s 61             | Dalilah Muhammad     | États-Unis       | 3 mai 2019             | [ 12 ] |
| 3 000 m steeple   | 9 min 00 s 12       | Hyvin Kiyeng         | Kenya            | 5 mai 2017             |        |
| Saut en hauteur   | 2,05 m              | Blanka Vlašić        | Croatie          | 8 mai 2009             |        |
| Saut à la perche  | 4,84 m              | Sandi Morris         | États-Unis       | 4 mai 2018 28 mai 2021 |        |
| Saut à la perche  | 4,84 m              | Katie Nageotte       | États-Unis       | 28 mai 2021            |        |
| Saut en longueur  | 7,25 m(+1,6 m/s)    | Brittney Reese       | États-Unis       | 10 mai 2013            | [ 15 ] |
| Triple saut       | 15,15 m (+2,0 m/s)  | Yulimar Rojas        | Venezuela        | 28 mai 2021            |        |
| Lancer du poids   | 20,20 m             | Valerie Adams        | Nouvelle-Zélande | 9 mai 2014             |        |
| Lancer du disque  | 71,38 m             | Sandra Perković      | Croatie          | 4 mai 2018             | [ 2 ]  |
| Lancer du marteau | 76,83 m             | Kamila Skolimowska   | Pologne          | 11 mai 2007            |        |
| Lancer du javelot | 67,33 m             | Barbora Špotáková    | Tchéquie         | 14 mai 2010            |        |